# Castillo de Los Molares
El castillo de Los Molares es una fortificación situada en el casco urbano de la localidad sevillana de Los Molares, España. Sus restos cuentan con la protección de la Declaración genérica del Decreto de 22 de abril de 1949, y la Ley 16/1985 sobre el Patrimonio Histórico Español.

## Descripción
Conserva casi todo el recinto amurallado y almenado, una torre de forma pentagonal irregular y varias naves abovedadas en torno al patio de armas, convertidas algunas en casas particulares. La fábrica es de ladrillo, sillares y tapial. En el siglo XIX se restauró; se completaron las almenas, se agramilaron los muros y se alicató la sala baja de la torre con azulejería moderna de lacería. 
La portada, construida en sillares, está formada por un arco rebajado de medio punto, y sobre ella, encuadrado en una tarjeta ochavada, hay un escudo de armas con cuatro cuarteles y cimera. La entrada tiene forma acodada. En ella hay una lápida con esta inscripción: "Don Fernando IV el emplazado, concedió a d. Lope Chico como recompensa de sus servicios prestados a la causa de la Reconquista la heredad del Molar. D. Alfonso XI amplió la concesión a favor de D. Lope Gutiérrez, en prueba de los servicios prestados para la Reconquista y en atención a que en heredad del molar había construido un castillo y procuraba formar una población como se formó, llamándola Los Molares".
Por esta entrada se pasa al patio de armas y se accede a la planta alta por una rampa que desemboca en un patio de forma irregular, con una arquería de medio punto, cegada, sobre columnas de piedra. La entrada de la torre, en arco de medio punto rebajado, se encuentra en otro pequeño patio, contiguo al anterior. Los muros son de gran espesor y horadados por pasillos y galerías. La torre está rematada por almenas y matacanes en los ángulos. En el interior, en la planta baja hay una sala de forma irregular, cubierta en su parte central por una bóveda vaída. Desde ella se pasa a una nave rectangular, compartimentada por arcos fajones en seis espacios, cubiertos por bóvedas de arista, con ventanas en arco apuntado, reformadas o cegadas algunas.